# 西条麗
西条 麗（さいじょう れい、1971年（昭和46年）5月23日 - ）は日本のAV女優。
群馬県出身。BELLTECH所属
血液型：A型。身長：163cm スリーサイズ：B86・W60・H87
熟女系の女優。抜群の美貌と知的な容貌の持ち主で、様々な作品に出演している。

## 略歴
- 2004年（平成16年）頃にAVデビュー。

## 作品

### アダルトビデオ
2004年
- 新近親遊戯 続・蔵の中の私 拾壱（7月23日、グローバルメディアエンタテインメント）
- したがり団地妻 濡れたアソコで慰めて（9月15日、隼エージェンシー）
- オナニスト［第八章］（9月15日、隼エージェンシー）
- Ce麗舞の誘い 第1章（10月8日 U&K）
- 美しき痴女 変態さんは眼が違うよ、眼が（10月11日 アテナ映像）
- 被虐の人妻たちIII（10月14日、隼エージェンシー）
- こだわりの手コキ 26人の手コキ嬢（10月14日、隼エージェンシー）
- 離婚後のアルバイト（10月29日、笠倉出版社）
- 痴女覚醒 〜M男嬲りのお姉さん〜 vol.1（11月4日 U&K）
- 近親相姦8ストーリー -第八章-（11月13日、隼エージェンシー）
- インターネットエロスレッド再現! 近親相姦他編（11月18日、V&Rプロダクツ）
- 近親相姦図 熟母相姦（12月8日 マルクス兄弟）
- フェラコレ2004 フェラマニア完全保存版 40人のフェラジェンヌ（12月15日、隼エージェンシー）

2005年
- 痴母ノ誘惑 I（2月25日、ロイヤルアート）
- 綺麗なお姉さんにひたすらア●ルを舐めさせるDVD（2月25日、笠倉出版社）
- 女の事件簿シリーズ4 本当にあった中出し親娘 刑法200条「尊属殺」に違憲判決が下された栃木の事件（3月9日、グローバルメディアエンタテインメント）
- 奥さまはレンタル中2 〜時間制限あり〜（3月12日、クリスタル映像）
- 僕のやさしいママになってください。 西条麗 33歳（3月15日 ドグマ）
- 淫モラル・ラブ 〜禁断の関係〜 第一章[上巻]＜義姉相愛の章＞（3月18日 U&K）
- 淫モラル・ラブ 〜禁断の関係〜 第一章[下巻]＜義妹陵辱の章＞（3月18日 U&K）
- タイツタイムズ（4月15日、ロイヤルアート）
- 昼下がりの犯され妻 9人の奴隷妻 3（4月15日、隼エージェンシー）
- エロエロ診察スペシャル（4月25日、サイド・ビー制作室）
- 近所の若者に凌辱中出しレイプ（6月4日、アイエナジー）
- 淫しい奥さん（6月16日、ナチュラルハイ）
- 戦争悲話2・美貌の麗人陵辱拷問（6月16日、ヒビノ）
- 熟女解体新書 2（6月24日、ロイヤルアート）
- 義母の癒し（6月25日、マドンナ）
- 近親相姦（7月1日、ワンズファクトリー）
- 昼下がりのいけない人妻たち 9人の淫乱妻（7月13日、隼エージェンシー）
- 顔キ攻撃 窒息おマ○コ（7月21日、アイエナジー）
- 近親相姦 お母さんと僕の内緒の関係2（8月13日、マルクス兄弟）
- 人妻デリバリー3（8月15日、クリスタル映像）
- 中出し近視相姦（8月19日、GLAY'z）
- 僕のおばさん（8月25日、マドンナ）
- 中出し義母レイプ 2（8月26日、TMA）
- 痴母ノ誘惑DX2 ベストセレクション（9月5日、ロイヤルアート）
- 世話焼き団地妻 集団痴女に行く先々でおせっかいなSEX調教うけてみませんか?（9月23日、アリスJAPAN）
- 義母ドラマDX（9月25日、サイドビー制作室）
- 濡れた白真珠 〜美麗未亡人の愛日記〜（10月25日、マドンナ）
- 西条麗ノーカットコレクション（11月4日、TMA）
- 義母さんお股を開きましょう...（12月1日、ワンズファクトリー）
- 放尿セレブ妻（12月13日、マルクス兄弟）

2006年
- どすけべ義母3時間スペシャル（1月25日、サイド・ビー制作室）
- 母子異常性愛（6月1日、ワンズファクトリー）
- 熟女出前専科2 坊やの部屋イカくさいわヨ（7月11日、ルミナス企画）
- 22人の義母さん 4時間（7月13日、マルクス兄弟）
- 職業別SEXバトルDX 210分（7月25日、サイドビー）
- 熟女12人 近親相姦4時間（9月13日、マルクス兄弟）
- 単体美熟女 西条麗4時間BEST 1（9月28日、フラットコーポレーション）
- 厳選エロボディXXX2 女性社員×桃尻×発情セックス（10月17日、ルミナス企画）
- 官能未亡人3時間スペシャル（10月25日、サイドビー）
- 西条麗総集編 4時間（10月25日、マドンナ）
- 憧れの義母3時間スペシャル（12月25日、サイドビー）

2007年
- 悩殺的痴女遊戯 第五章 Dカップスタイル抜群、セレブな美脚奥様、麗33才（7月4日、AVS）
- 溜池ゴローのうれごろ日記（7月4日、ミル）